# Мала Софіївка
Мала́ Софі́ївка — парк-пам'ятка садово-паркового мистецтва місцевого значення в Україні. Розташований на території села Лука-Мелешківська Вінницького району Вінницької області. 
Площа 6,5 га. Оголошений відповідно до Рішення 13 сесії Вінницької облради 22 скликання від 26.12.1997 року для збереження старовинного парку XIX століття. Перебуває у віданні: Мурованокуриловецька селищна рада.

## Назва
Скоріше всього назва "Мала Софіївка" з'явилася через рідкісні дерева які ростуть у парку.

## Легенда
Існує легенда, що пан який жив на садибі біля якої і створили парк, викопуючи ставок який знаходиться у ньому, зробив підлогу з дубових дошок, для того щоб його донька могла купатись у ставку.

## Асортиментний склад насаджень
Корінні породи: дуб звичайний, сосна звичайна, ясен звичайний, клен гостролистий, липа широколиста, клен-явір. 
Основні паркоутворювачі: дуб звичайний, клен гостролистий, верба біла, дуб червоний, вільха чорна, в'яз гладкий, клен польовий, клен сріблястий, клен ясенолистий, береза бородавчата, липа крупнолиста, катальпа, тополя біла, осика, клен-явір, модрина європейська, ялина звичайна, ясен звичайний. 
Екзоти: акація біла, каштан кінський, клен Семенова, сосна чорна, тополя Боллє. Чагарники: глід колючий, барбарис звичайний, ліщина звичайна.

## Опис паркового ансамблю
Парк — це єдина збережена частина помістя. Житлові будинки втрачені, споруди та фільварки збереглися частково. 
Природний рельєф улоговини обумовив тип об'ємно-планувальної структури пейзажного парку, закладеного у першій половині XIX століття. Його простір обмежений пологими схилами, що визначають напрям основної осі композиції, яка проходить по дну улоговини. Тут з джерела витікає потічок, перекритий греблею. Він утворює ставок. Вирішення пейзажу біля водної поверхні пов'язане з його сприйняттям з протилежного берега. Основним елементом паркової композиції є різноманітні за величиною, структурою і складом групи дерев: одні утворюють самостійні центри паркових картин, інші оформлюють куліси багатопланових перспектив. Доріжки прокладені по рельєфу, огинають ставок і повертаються до місця, де колись була садиба. В ансамбль також входить територія церкви.